# باشگاه فوتبال کمبرلی تاون
باشگاه فوتبال کمبرلی تاون (به انگلیسی: Camberley Town Football Club) یک باشگاه فوتبال در شهر کمبرلی، کشور انگلستان است که در سال ۱۸۹۵ میلادی تأسیس شده‌است.